# (134402) Ieshimatoshiaki
(134402) Ieshimatoshiaki est un astéroïde de la ceinture principale.

## Description
(134402) Ieshimatoshiaki est un astéroïde de la ceinture principale. Il fut découvert le 1er septembre 1997 à Yatsuka (en) par Hiroshi Abe. Il présente une orbite caractérisée par un demi-grand axe de 2,65 UA, une excentricité de 0,19 et une inclinaison de 3,3° par rapport à l'écliptique.

## Compléments